# 宮崎県道19号石河内高城高鍋線
宮崎県道19号石河内高城高鍋線（みやざきけんどう19ごう いしかわうちたかじょうたかなべせん）は、宮崎県児湯郡木城町から児湯郡高鍋町に至る県道（主要地方道）である。

## 概要
児湯郡木城町大字石河内から児湯郡高鍋町大字北高鍋に至る。
終点付近は国道10号高鍋バイパス（1965年（昭和40年）開通）の旧道である。

### 路線データ
- 起点：児湯郡木城町大字石河内（宮崎県道22号東郷西都線交点）
- 終点：児湯郡高鍋町大字北高鍋（高鍋高校入口交差点、国道10号交点）
- 実延長：18.8 km[1]

## 歴史
- 1962年（昭和37年）4月1日 - 宮崎県告示第187号の8により路線認定。当時の整理番号は149[3]。
- 1993年（平成5年）5月11日 - 建設省から、県道石河内高城高鍋線が石河内高城高鍋線として主要地方道に指定される[4]。
- 2003年（平成15年）7月4日 - 新しい小丸大橋が供用開始となった[1]。

## 路線状況

### 重複区間
- 宮崎県道40号都農綾線（児湯郡木城町大字高城・城山公園下交差点 - 児湯郡木城町大字高城）
- 宮崎県道304号木城高鍋線（児湯郡高鍋町大字持田・小丸大橋北詰交差点 - 児湯郡高鍋町大字北高鍋・高鍋町宮越交差点）

### 道路施設

#### 橋梁
- 切原橋（切原川、児湯郡高鍋町大字持田）
- 小丸大橋（小丸川、児湯郡高鍋町大字持田[5]）

旧小丸大橋は、1948年（昭和23年）に完成したトラス構造の橋。橋の劣化や幅員の狭さを理由に大型車の通行が規制されたため、周辺にある国道10号の高鍋大橋では日常的に渋滞が発生していた。そのため、1998年（平成10年）から橋の架け替え工事が行われ、2003年（平成15年）7月4日に、全長340 m、幅員16 m、2車線の新小丸大橋が供用開始となった。

## 地理

### 通過する自治体
- 宮崎県
  - 児湯郡木城町 - 児湯郡高鍋町

### 交差する道路
| 交差する道路                                   | 市町村名 | 市町村名 | 交差する場所 | 交差する場所              |
| ---------------------------------------------- | -------- | -------- | ------------ | ------------------------- |
| 宮崎県道22号東郷西都線                         | 児湯郡   | 木城町   | 大字石河内   | 起点                      |
| 宮崎県道40号都農綾線 重複区間起点              | 児湯郡   | 木城町   | 大字高城     | 城山公園下交差点          |
| 宮崎県道40号都農綾線 重複区間終点              | 児湯郡   | 木城町   | 大字高城     |                           |
| E10 東九州自動車道 宮崎県道308号高鍋インター線 | 児湯郡   | 高鍋町   | 大字上江     | 27 高鍋IC                 |
| 宮崎県道302号高鍋美々津線                      | 児湯郡   | 高鍋町   | 大字持田     |                           |
| 宮崎県道304号木城高鍋線 重複区間起点           | 児湯郡   | 高鍋町   | 大字持田     | 小丸大橋北詰交差点        |
| 宮崎県道304号木城高鍋線 重複区間終点           | 児湯郡   | 高鍋町   | 大字北高鍋   | 高鍋町宮越交差点          |
| 国道10号                                       | 児湯郡   | 高鍋町   | 大字北高鍋   | 高鍋高校入口交差点 / 終点 |

### 沿線
- 高鍋町立高鍋東小学校
- 宮崎県立高鍋高等学校

### 峠
- 小屋町峠（児湯郡木城町）